# Darina Valitova
Darina Rjašidovna Valitova (in russo Дарина Ряшидовна Валитова?; Mosca, 9 febbraio 1997) è una sincronetta russa.

## Biografia
Ai Campionati mondiali di nuoto di Kazan' 2015 ha vinto la medaglia d'oro nel programma libero e quella d'argento nel programma tecnico al debutto della specialità del duo misto, gareggiando in coppia con Aleksandr Mal'cev.

## Palmarès
- Mondiali

Kazan 2015: oro nel duo misto (programma libero), nella gara a squadre (programma libero) e nel libero combinato; argento nel duo misto (programma tecnico).
Budapest 2017: oro nella gara a squadre (programma libero e tecnico).
- Europei

Londra 2016: oro nella gara a squadre (programma tecnico) e nel libero combinato.
Glasgow 2018: oro nella gara a squadre (programma libero e tecnico).